# Lothar Perl
Lothar Perl (geboren 1. Dezember 1910 in Breslau; gestorben 28. April 1975 in New York City, Vereinigte Staaten) war ein deutschamerikanischer Pianist, Komponist und Dirigent.

## Leben
Perl studierte Klavier in Berlin und war auf dem Gebiete synkopierter Klaviermusik tätig. Mit Rudolf Bielschowsky bildete er ein Klavierduett, das im Rundfunk zu hören war. Zu Beginn der 1930er Jahre veröffentlichte er beim Verlag von B. Schott Söhne in Mainz ein Dutzend Novelty-Piano-Solos. Einige davon spielte er auch selbst unter dem Titel „Jazz am Flügel“ 1932 für das Lindström-Label Odeon ein. Andere kamen 1933 auf dem Etikett der Grammophon/Polydor heraus, zwei Stücke sind auf einer Rundfunk-Schallplatte erhalten.
Als 1933 die Nationalsozialisten an die Macht kamen, musste Perl als Künstler jüdischer Abstammung mit seiner Frau Gitta Wallerstein, einer Tänzerin, Deutschland verlassen und floh nach Amerika. Dort ließ er sich in Hollywood nieder, wo er für Tanztruppen und für den Film arbeitete. Er komponierte und spielte als Studiomusiker Klavier. Mit Paul Schopp trat er als Piano pair auf. In den 1950er Jahren war er musikalischer Leiter in der Fernsehsendung The Ernie Kovacs Show. In einer Folge davon trat er auch selbst auf und spielte den Minutenwalzer von Frédéric Chopin vor.